# War Horse
War Horse är en krigsdramafilm som hade premiär den 25 december 2011. Filmen är baserad på Michael Morpurgos bok War Horse som skrevs 1982 och blev en stor succé, boken kom ut på svenska genom Disney's bokklubb år 1985, med titeln Joey. War Horse blev nominerad till Bästa film och i fem andra kategorier vid Oscarsgalan 2012.
I Sverige hade War Horse premiär den 25 februari 2012.

## Handling
Pojken Albert och hans häst Joey separeras från varandra när Joey säljs till försvarsmakten och sänds ut till fronterna i första världskriget men Albert ger sig inte utan strid. Trots sin unga ålder ger han sig iväg till Frankrike för att rädda sin vän.

## Rollista (i urval)
- Jeremy Irvine – Albert Narracott
- Emily Watson – Rose Narracott
- David Thewlis –  Lyons
- Peter Mullan – Ted Narracott
- Niels Arestrup – Bonnard, Emilies morfar
- Tom Hiddleston – Kapten Jim Nicholls
- Benedict Cumberbatch – Major Jamie Stewart
- Toby Kebbell – Colin
- David Kross – Menige Günther Schröder
- Eddie Marsan – Sergeant Fry
- Nicolas Bro – Friedrich
- Rainer Bock – Brandt
- Patrick Kennedy – Löjtnant Charlie Waverly
- Liam Cunningham – Arméläkare
- Celine Buckens – Emilie
- Leonard Carow – Menige Michael Schröder
- Matt Milne – Andrew Easton
- Geoff Bell – Sergeant Sam Perkins
- Robert Emms – David Lyons
- Hinnerk Schönemann – Peter, tysk soldat i ingenmansland
- David Dencik – Tysk officer
- Gary Lydon – Si Easton
- Gerard McSorley – Auktionsutropare
- Philippe Nahon – Fransk auktionsutropare